# 中華民國—紐西蘭關係
中華民國與新西兰於1912—1972年有官方外交關係，斷交後，在對方首都互設具大使館功能的代表機構。

## 政治

### 外交

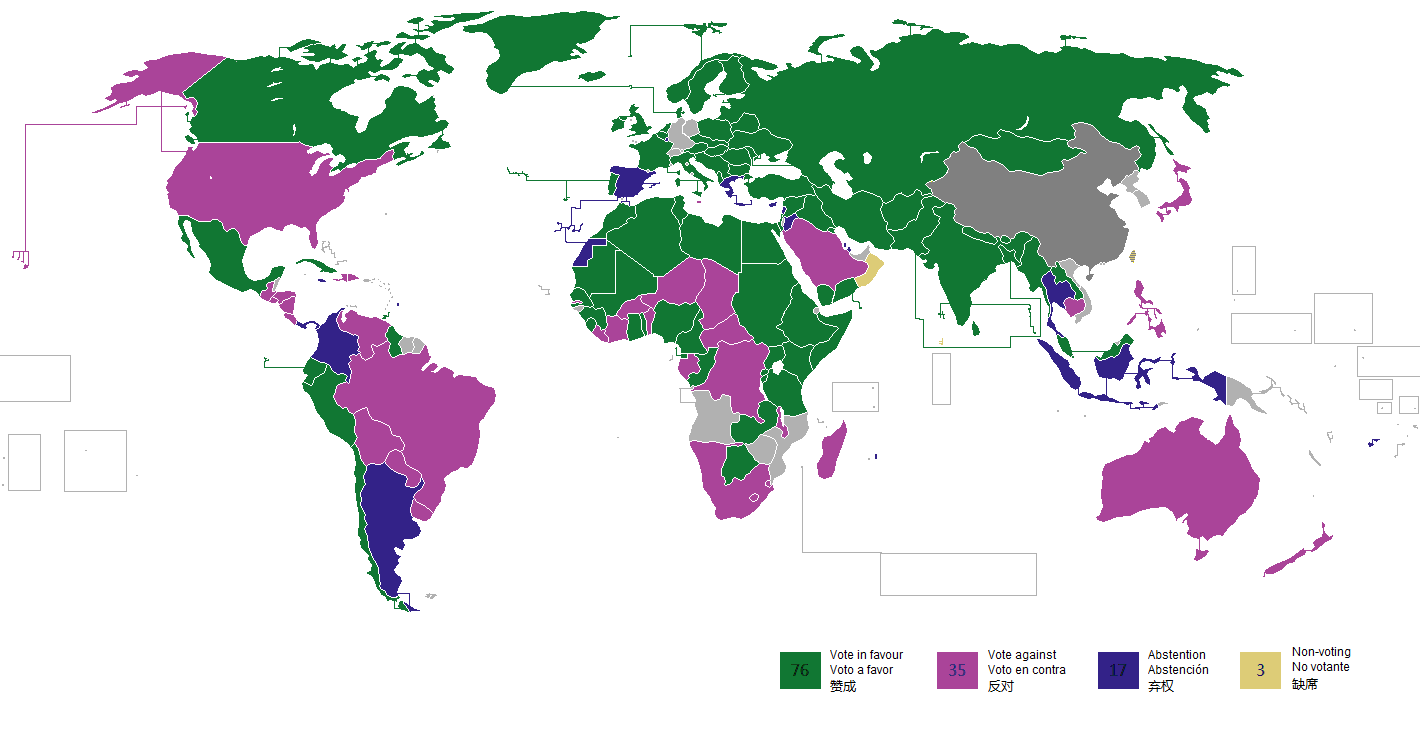
紫色國家表示在1971年的投票中支持中華民國續留聯合國，即《聯合國大會2758號決議》，其中包括紐西蘭。

1912年，中華民國成立後，繼承清朝政府於光緒二十九年（1903年）在紐西蘭自治領首都設立的駐紐絲綸领事馆。
1932年6月14日，更名為駐威靈頓領事館。1939年，領事館升格為總領事館。
1949年，中華民國政府遷台後，繼續維持總領事關係。
1953年，紐西蘭計畫在联合国提出臺灣海峽停火案，獲英國和美國擱置，之後因1954年簽署《中美共同防禦條約》決定擱置。
1958年，八二三炮戰期間，紐西蘭總理納許建議台灣自外島撤軍，而由國際間保證其地位，成為一個獨立而中立的國家。:227-236，266
1961年8月17日，升格為大使級外交關係，設立駐紐西蘭大使館，並裁撤駐惠靈頓總領事館。紐西蘭則未設立大使館、派駐大使。
1970年6月14日，中華民國外交部長魏道明赴紐西蘭出席第五屆亞洲太平洋理事會部長級會議。:789
1971年10月25日，紐西蘭支持中華民國繼續保有聯合國裡的中國席次（即「中國代表權」，《聯合國大會2758號決議》），但最終表決失敗。
1972年12月22日，紐西蘭與中華民國斷交，並與中華人民共和國建交。
1999年9月，亚太经济合作组织（APEC）领导人非正式会议在紐西蘭奧克蘭舉辦，紐西蘭在會前派遣特使向中華民國總統李登輝呈遞總理希普利的邀請函，但由於政治因素無法實際參與，後指派經濟建設委員會主任委員江丙坤為代表。在APEC部長級年會的記者會中，紐西蘭外交部長麥金農對台灣記者多次提問感到不悅並表示，近年來APEC記者會似乎已由中華臺北記者所支配（dominated），且未讓經濟部長王志剛回答台灣記者的提問。中華民國外交部國際組織司長夏立言在會後以電話與紐西蘭外交部聯繫，並表達對麥金農處理方式的不滿。夏立言亦表示，對於麥金農曾經公開宣稱「APEC有21個成員，但中國、香港與台灣是一個特殊的例子，因此，APEC在討論政治議題時，僅邀請具代表性的中國出席。」甚為不滿，強調APEC所有成員均是以「經濟體」身分參與，若APEC有「地區經濟體」與「主权国家」區分，在1991年即不可能加入，對其說詞深感意外與不解。紐西蘭外交部對此表示，在記者會發生的不愉快感到抱歉，並將轉達給麥金農。
2002年，紐西蘭外交部次長理查·格蘭特（Richard Grant）抵台訪問。
2008年9月，紐西蘭常駐聯合國代表在聯合國大會的總辯論表示，樂見台海兩岸關係趨於緩和，鼓勵兩岸繼續進行對話。
2013年，威靈頓市長切利亞·韋德-布朗抵台訪問。
2017年4月19日，民進黨立委陳瑩指控即將出任駐澳洲公使的外交部亞太司副司長林恩真在2016年底的立法院長蘇嘉全宴席上當著聽得懂部分中文的紐西蘭毛利國王幕僚長朗基希羅亞（Rangihiroa Whakaruru）的面說自己曾派駐紐西蘭6年從沒見過毛利國王，但又說毛利國王沒有用，不受當地原住民支持，新總理也不會支持他，丟盡台灣的臉；而當時全程在場的民進黨立委谷辣斯·尤達卡表示她個人沒有聽見失言的部分，其向林恩真求證亦稱沒有這樣說過。毛利國王幕僚長則指出當時林恩真拿出照片把一個曾經宴請的人誤指為毛利國王的孫子，從那時開始整場對話就開始變很差，他沒有當場聽見「毛利國王沒有用」，而是經過幕僚轉述，對此感到非常遺憾。隨後外交部在27日表示，已將相關報告送交立法院外交及國防委員會，但「當晚談話細節難以還原」。之後林恩真被調為駐奧地利參事。
2020年3月15日，紐西蘭對於2019冠状病毒病疫情在全球擴散，總理阿爾登談及政府正研擬規範大型集會時說，「我們將仿效類似於台灣模式（the Taiwanese model）的規範，他們建立了群眾聚會的架構，頗有成效。」5月，傳出澳洲與紐西蘭要共同推動「跨塔斯曼疫情安全旅遊區」（trans-Tasman COVID-safe travel zone），紐西蘭副總理兼外交部長彼特斯表示，若防疫圈擴大，可研議涵蓋台灣。
2023年3月29日，紐西蘭國會由跨黨派議員發起的「國會跨黨派台灣友誼小組」（All-Party Parliamentary Group on Taiwan）在國會行政首長大樓會議廳舉辦成立大會，已有22名議員加入，包括工黨、國家黨、綠黨及行動黨。
2024年1月13日，中華民國總統與立委選舉結束後，紐西蘭外交暨貿易部於14日在X平台（原Twitter）發文歡迎選舉成功結束，並祝賀台灣人民和平行使民主權利。
2024年4月3日，臺灣東部發生大地震，紐西蘭副總理兼外交部長彼得斯在X發文表示，其心與臺灣人民同在，並提醒在臺的紐西蘭人遵循當地政府指示。
2024年9月25日，紐西蘭皇家海軍的奧特亞羅瓦號補給艦、澳洲皇家海軍的雪梨號驅逐艦一起通過台灣海峽，同日，日本海上自衛隊的漣號護衛艦亦通過台灣海峽。
2025年4月3日，紐西蘭外交暨貿易部對於中國人民解放軍的「環台軍演」一事，呼籲中國克制與避免破壞和平穩定的舉動。紐澳兩國都反對片面改變臺海現狀的行為，並呼籲兩岸透過對話，而非武力或脅迫解決分歧。
2025年8月9日，紐西蘭總理盧克森與澳洲總理會晤並發布《聯合聲明》，其中重申台灣海峽和平穩定的重要性，反對使用武力、威嚇與脅迫，反對片面改變現狀，呼籲透過對話與和平方式解決包括台海在內的議題或爭端。

#### 聲援中華民國參與世界衛生大會
2006年5月，紐西蘭國會外交、國防暨貿易委員會決議通過由紐西蘭國務部長及其他1,625名該國人士所提籲請紐西蘭政府支持台灣成為世界衛生組織（WHO）觀察員請願案。該案建議紐西蘭政府支持台灣適當參與WHO，以利全球衛生，尤其是傳染性疾病議題的協調。
2018年5月，對於台灣無法以觀察員身分參與世界衛生大會（WHA），紐西蘭在WHA首次透過強調健康概念間接聲援，指出醫療問題不應政治化。
2019年5月，紐西蘭衛生部執行長布魯斐德（Ashley Bloomfield）在WHA以間接方式表達「當全體在全球架構下思考如何促進全民健康覆蓋時，沒有任何空間可讓政治或政治化因素影響我們的考量。」
2020年5月，紐西蘭副總理兼外交部長彼特斯表示，支持台灣重新加入WHO符合紐西蘭的一个中国政策，這不是一項政治或地缘战略決定，而是攸關全球公共卫生，反映紐西蘭重視WHO有意義且實際交流的重要性。對於中華人民共和國駐紐西蘭大使館警告恐影響雙邊關係，彼特斯則表示，大使吴玺應「聽主人王毅（中華人民共和國外交部長）的話」，指王毅先前承諾「中國不會那樣回應」。在美國與日本領銜下，紐西蘭、澳洲、法國、英國、德國、加拿大駐日內瓦聯合國大使，向WHO對外關係執行主任艾里森與首席法律顧問索羅門（Steven Solomon）發出外交照會，敦促接納台灣成為WHA觀察員。7月，紐西蘭總理阿爾登表示支持台灣參與WHO。
2024年5月，紐西蘭在WHA發言支持台灣的參與；2025年5月，紐西蘭公共健康局副局長歐德（Andrew Old）在WHA表示，只有當國際社會能夠從包括台灣在內的所有健康社群的參與中受益，才能實現「共創健康世界」（One World for Health）主題。

### 代表機構
1973年5月，中華民國政府在紐西蘭第1大城屋崙設立駐紐西蘭亞東貿易中心（East Asia Trade Center Wellington, New Zealand）。1981年7月，亞東貿易中心遷至首都威靈頓。1982年12月，增設駐紐西蘭亞東貿易中心屋崙分處（East Asia Trade Centre Auckland Office Auckland, New Zealand）。1991年11月，亞東貿易中心更名為具大使館功能的駐紐西蘭臺北經濟文化辦事處，並享有部分特權與禮遇；屋崙分處亦更名為具總領事館功能的駐屋崙臺北經濟文化辦事處，1992年4月13日，再更名為駐奧克蘭臺北經濟文化辦事處。
1987年10月，紐西蘭政府在中華民國首都臺北設立類似功能的紐西蘭商工辦事處。1990年4月開辦簽證業務、1991年11月增設經濟組及貿易發展組、1994年恢復調派紐西蘭外交部高層人員擔任駐台代表。
1994年9月，紐西蘭國會通過《外交特權豁免法》修正法案，於1995年1月起授權相關部會賦予台灣駐處人員薪資所得稅免稅之待遇。1997年10月，紐西蘭外交部再同意賦予台灣駐處及人員相當於外交代表機構及領事館所應享有之財稅優惠特權待遇。

#### 事件
2020年7月30日，前中華民國總統李登輝逝世，紐西蘭駐台代表涂慕怡（Moira Mcdonald Turley）表示「發自內心哀悼台灣第一位民選領袖李登輝博士的辭世。李博士對台灣的民主居功厥偉。他的辭世深感哀傷。對李博士的家人和台灣人民感同身受。至上深深的哀悼。」

## 經濟

### 貿易

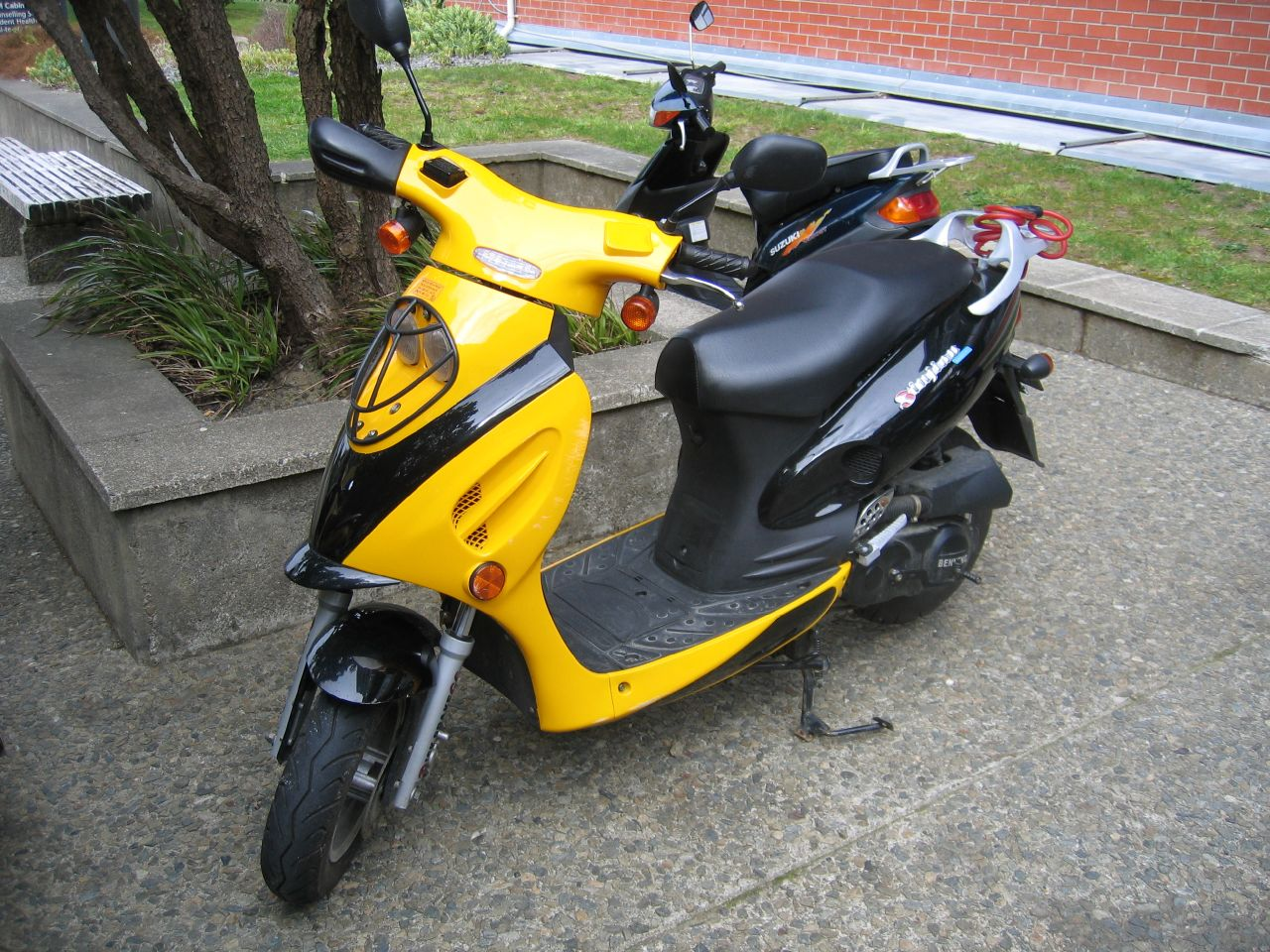
紐西蘭首都威靈頓街頭的臺灣KYMCO機車

經濟部國際貿易署在首都威靈頓設立駐紐西蘭代表處經濟組。
自從2013年7月10日簽署《紐西蘭與臺灣、澎湖、金門、馬祖個別關稅領域經濟合作協定》（ANZTEC），並於12月1日生效後，臺紐貿易顯著成長，2013－2023年成長55%，出口至紐西蘭成長32%，自紐西蘭進口成長75%。根據貨品降稅期程，自2017年1月1日起，所有出口至紐西蘭貨品均享免关税優惠，自紐西蘭進口貨品也大多數取消關稅，僅對鹿茸與液態乳製品採取關稅配額限制（將於2025年取消）。ANZTEC聯合委員會已建立SPS、TBT、原民合作、貿易與勞工、貿易與環境等5個次級委員會，以及服務業專家小組會議，逐步建立廣泛且定期性的交流合作機制。其中，ANZTEC將原住民合作列為專章，是各國簽署自由貿易協定的創舉，由於紐西蘭毛利族與臺灣原住民族同屬南岛民族，在此架構下推動建立合作交流機制，有助雙方推動原住民族經貿發展。
| 年分 | 貿易總額      | 貿易總額 | 貿易總額 | 出口至紐西蘭 | 出口至紐西蘭 | 出口至紐西蘭 | 自紐西蘭進口  | 自紐西蘭進口 | 自紐西蘭進口 | 順逆差 |
| 年分 | 金額          | 年增減   | 排名     | 金額         | 年增減       | 排名         | 金額          | 年增減       | 排名         | 順逆差 |
| ---- | ------------- | -------- | -------- | ------------ | ------------ | ------------ | ------------- | ------------ | ------------ | ------ |
| 2017 | 1,308,003,313 | ▲5.5%    | 37       | 468,260,402  | ▲9.9%        | 38           | 839,742,911   | ▲3.3%        | 34           | 逆差▼  |
| 2018 | 1,393,806,895 | ▲6.6%    | 37       | 484,176,842  | ▲3.4%        | 37           | 909,630,053   | ▲8.3%        | 33           | 逆差▲  |
| 2019 | 1,319,321,407 | ▼5.3%    | 35       | 479,664,620  | ▼0.9%        | 38           | 839,656,787   | ▼7.7%        | 33           | 逆差▼  |
| 2020 | 1,301,764,759 | ▼1.3%    | 35       | 433,784,618  | ▼9.6%        | 38           | 867,980,141   | ▲3.4%        | 33           | 逆差▲  |
| 2021 | 1,646,193,389 | ▲26.5%   | 36       | 642,215,923  | ▲48.0%       | 36           | 1,003,977,466 | ▲15.7%       | 35           | 逆差▼  |
| 2022 | 1,879,994,366 | ▲14.2%   | 37       | 718,974,498  | ▲12.0%       | 37           | 1,161,019,868 | ▲15.6%       | 34           | 逆差▲  |
| 2023 | 1,537,860,246 | ▼18.2%   | 38       | 464,589,518  | ▼35.4%       | 40           | 1,073,270,728 | ▼7.6%        | 33           | 逆差▲  |
| 2024 | 1,458,259,189 | ▼5.2%    | 38       | 405,679,289  | ▼12.7%       | 40           | 1,052,579,900 | ▼1.9%        | 33           | 逆差▲  |

2023年的兩國貿易項目如下：
出口至紐西蘭的前10大項目為：機器腳踏車與腳踏車裝有輔助動力者、邊車；鋼鐵製螺釘、螺栓、螺帽、螺旋鈎、車用螺釘、鉚釘、橫梢、開口梢、墊圈與類似製品；不鏽鋼扁軋製品；铁或非合金鋼製角、形與型；聚縮醛、环氧树脂、醇酸樹脂、聚碳酸酯、聚丙烯酯與其他聚酯、聚醚；鋼鐵製之其他管與空心型；非動力之兩輪與其他腳踏車；新橡膠氣胎；自動資料處理機、磁性或光學閱讀機；電話機（包括智能手机），以及其他傳輸或接收聲音、圖像之有線或无线网络通訊器具等。
自紐西蘭進口的前10大項目為：乳與乳油，濃縮或加糖或含其他甜味料者；冷凍牛肉；其他鮮果实；乳品衍生之乳酪與其他油脂、塗醬；鮮苹果、梨與榲桲；生鮮、冷藏或冷凍綿羊或山羊肉；食物調製品；乾酪與凝乳；鮮杏、樱桃、桃子、李子與黑刺李；乳與乳油，未濃縮且未加糖與未含其他甜味料者等。

### 投資
根據中華民國經濟部投資審議司統計，截至2023年，臺商前往紐西蘭總投資金額約0.22億美元，另根據紐西蘭統計局統計，截至2023年3月投資存量總額約22.14億美元；紐西蘭前往臺灣總投資金額約1.12億美元，計有146件。
紐西蘭市場規模不大，勞工與經營成本高於臺灣，且產業群聚與配套亦不如臺灣完備。臺商在紐西蘭主要投資項目包括：資通訊、機械、教育、觀光、贸易、食品加工等，規模普遍不大。較具規模的業者包括宏碁、聯強國際、東元電機、奧克蘭商學院、奇異鳥旅行社、好樂迪旅行社，以及經營茶園的璽龍、亞洲食品進口批發商T-Mark、貿易觀光與奶粉製造商Farmers Corner、開發自有品牌「太紫（Taizi）」高粱酒的盧氏兄弟等。希華晶體科技於2016年投資紐西蘭先進頻率元件控制（advanced frequency control）設計與製造公司Rakon，該公司於2016年增資1,000萬美元，由希華全數認購，取得17%股權，並擁有1名董事席位。新岳工程顧問推廣早期地震預警系統與自動防災服務。晟德大藥廠旗下的澳優乳業與紐西蘭第二大乳品公司Westland於2016年合資建廠（澳優以450萬紐西蘭元取得60%股權），生產嬰兒配方奶粉以及其他營養品。宸鴻集團投資紐西蘭電動摩托車新創公司UBCO2,000萬美元，協助開發產品與提升產能。目前臺灣的金融機構尚未前往設點。

### 臺商組織
目前成立的有：紐西蘭臺灣商會（與青商會）、紐西蘭南島臺商協會。

### 會議
1991年，在紐西蘭首都威靈頓舉辦首屆經貿諮商會議（臺紐年度經貿會議），其後輪流在對方首都－台北、威靈頓舉辦，至2023年舉辦第30屆。以及ANZTEC聯合委員會議（2023年舉辦第10屆）、ANZTEC整體檢視會議（2021年舉辦第3屆）。此外，亦舉辦臺紐民間經濟聯席會議（最近為2023年）、臺紐民間經濟聯席會工作階層會議（最近為2020年）。

## 交流

### 僑民
目前旅居紐西蘭的臺商與臺僑不及萬人，大部分集中在第1大城奧克蘭，在第2大城基督城亦有臺僑聚集。

### 會展
2011年3月14日，中華民國第一夫人周美青應優人神鼓之邀，擔任赴紐西蘭「奧克蘭雙年藝術節」演出的榮譽團長。並前往奧克蘭帕諾中學（ACG Parnell College）訪問，以中、英文雙語為當地學生說故事。

### 學術
2012年5月，紐西蘭大學理事會首度籌組的紐西蘭大學校長訪問團抵台訪問，成員包括維多利亞大學等8所國立大學的校長及副校長，訪問期間與社團法人台灣高等教育學會舉辦第一屆臺紐大學校長論壇並簽署教育合作備忘錄；2013年10月，中華民國教育部次長亦首度率領台灣的大學校長赴紐西蘭訪問，並舉辦第二屆臺紐高等教育論壇。此後每隔二年在紐西蘭與台灣輪流舉辦。

## 司法

### 犯罪事件
2017年3月4日，有讀者向《蘋果日報》指出，3日搭乘中華航空抵達紐西蘭基督城機場下飛機時有4名中華民國籍男子被航警帶走。中華民國外交部表示，駐紐西蘭代表處接獲4名台灣人在基督城機場遭扣消息，經查證是遭紐西蘭執法單位判定為「不誠實的旅客」，將搭乘華航班機遣返台灣。報導並指出，據讀者、地勤人員透露，當地警方推測有台灣詐騙集團想要到基督城設置機房，並且疑似有洗錢行為產生。

## 協定
| 日期           | 簽署                                                                             | 備註             |
| -------------- | -------------------------------------------------------------------------------- | ---------------- |
| 1991年6月      | 《臺紐民航協定》                                                                 | 以下簡稱臺紐     |
| 1993年12月2日  | 《台北國際貿易局與紐西蘭商工辦事處間關於貨品暫准通關制度瞭解備忘錄》             |                  |
| 1993年12月17日 | 《中華民國對外貿易發展協會與威靈頓商業總會間貨品暫准通關制度執行議定書》         |                  |
| 1995年6月24日  | 《中華民國實驗室認證委員會與紐西蘭測驗實驗室註冊委員會間合作備忘錄》             |                  |
| 1996年5月28日  | 《台紐航空協定續約》                                                             | [ 註 4 ]         |
| 1996年11月11日 | 《駐紐西蘭臺北經濟文化辦事處與紐西蘭商工辦事處避免所得稅雙重課稅及防杜逃稅協定》 |                  |
| 1997年5月      | 《台紐互惠獎學金綱要》                                                           | [ 註 5 ]         |
| 1997年10月     | 《臺紐WTO入會協議》                                                              |                  |
| 1997年12月18日 | 《臺紐執行競爭及公平交易法合作協調協議》                                         |                  |
| 1998年6月15日  | 《台紐著作權保護暨執行互惠辦法》                                                 |                  |
| 1998年10月30日 | 《台紐保護工業財產權辦法》                                                       |                  |
| 1999年12月17日 | 《台紐植物檢疫合作協議》                                                         |                  |
| 2002年7月30日  | 《臺、澳、紐三方競爭法合作協議》                                                 |                  |
| 2004年2月20日  | 《臺紐打工度假計畫協議》                                                         | [ 註 6 ]         |
| 2004年5月8日   | 《臺紐原住民事務合作協議》                                                       |                  |
| 2005年4月12日  | 《臺灣輸往紐西蘭經濟重要性果實蠅寄主產品之雙邊檢疫協議》                         | [ 註 7 ]         |
| 2005年7月15日  | 《臺紐促進電氣與電子類產品貿易協議》                                             |                  |
| 2005年11月2日  | 《臺灣行政院國家科學委員會與紐西蘭皇家學會科學合作協議書》                       |                  |
| 2009年2月      | 《臺紐國際技術產業化合作協議》                                                   | [ 註 8 ]         |
| 2010年3月4日   | 《臺紐標準、技術性法規及符合性評鑑法規管理合作協議》                             |                  |
| 2011年8月      | 《臺灣輸往紐西蘭蝴蝶蘭附帶介質工作計畫書換文》                                   |                  |
| 2012年3月5日   | 《台紐設定共同投資創業投資基金策略合作協議》                                     | [ 註 9 ]         |
| 2013年7月10日  | 《紐西蘭與臺灣、澎湖、金門、馬祖個別關稅領域經濟合作協定》                       | [ 註 10 ] [ 62 ] |
| 2014年12月5日  | 《台紐認證合作協議》 《台紐關務合作協議》                                        |                  |
| 2016年12月12日 | 《台紐防制濫發商業電子郵件合作協議》                                             |                  |
| 2017年5月12日  | 《台紐OECD優良實驗室操作相互承認協議》                                           | [ 6 ]            |
| 2018年11月29日 | 《臺紐文心蘭切花輸紐出口計畫》                                                   |                  |
| 2019年9月30日  | 《臺紐乳製品執行協議》                                                           |                  |
| 2020年2月26日  | 《台紐有機產品相互承認執行協議》                                                 | [ 註 11 ]        |
| 2020年12月14日 | 《臺紐就臺灣優質企業計畫與紐西蘭安全出口計畫相互承認協議》                       |                  |

## 簽證

持中華民國護照的中華民國國民簽證要求分布圖：入境紐西蘭可以免簽證。

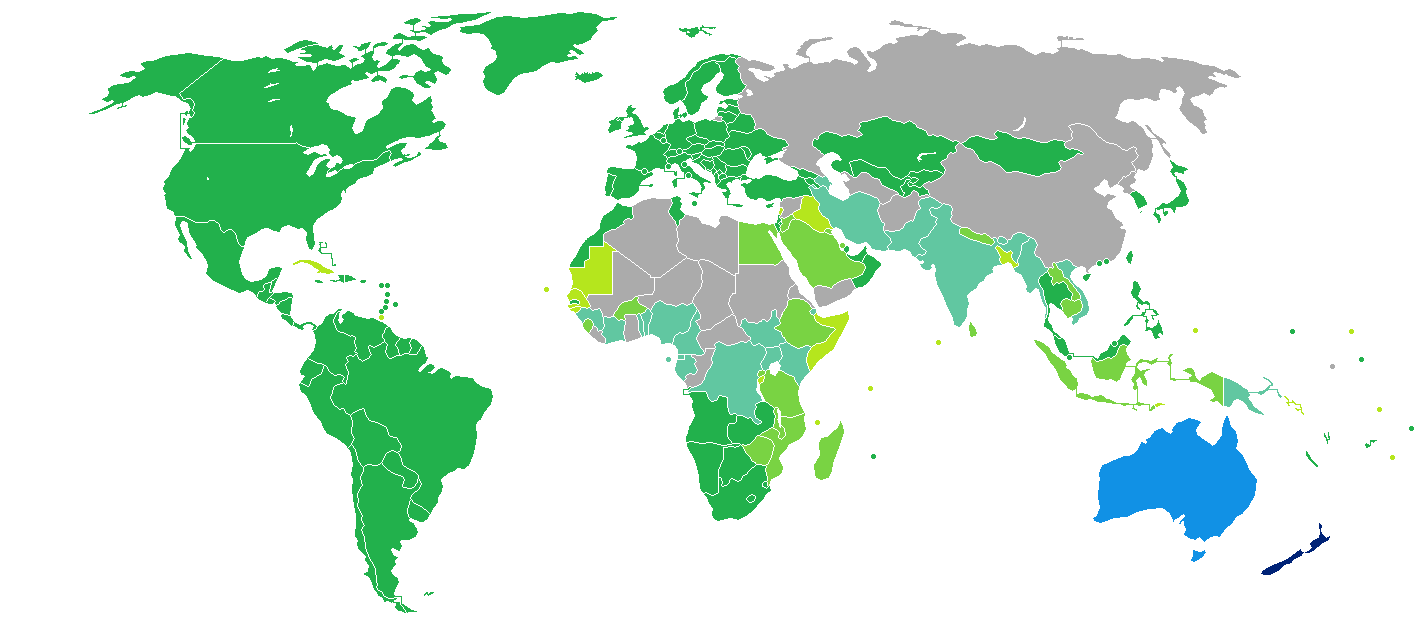
持紐西蘭護照的紐西蘭國民簽證要求分布圖：入境中華民國可以免簽證。

持有中華民國護照的中華民國國民可以免簽證的方式入境紐西蘭，停留最多90天。適用免簽證者須先付費申請「電子旅行授權」（Electronic Travel Authority, NZeTA）以及「國際旅客保育及旅遊捐」（International Visitor Conservation and Tourism Levy, IVL）方可入境，申請其他簽證可前往在臺北的紐西蘭簽證申請中心。另紐西蘭特別關注自助行或以免簽證方式入境的旅客其旅行計畫與財力證明。經紐西蘭轉機亦適用免簽證，須事前辦理NZeTA，但無須繳交IVL。
持有紐西蘭護照的紐西蘭國民也可以免簽證的方式入境中華民國，停留最多90天。
此外，兩國每年皆提供特定名額的18－30歲青年為期1年的度假打工簽證（皆必須未曾取得此種簽證）。

## 交通

### 航空
2005年停航台北－奧克蘭航線的紐西蘭航空於2018年11月1日復航，董事長沃爾什、首席營收長華萊士（Cam Wallace）等人搭乘首航班機抵達台北。其航線以波音787-9客機執飛，每週3航班往返，是兩地唯一直飛的航線。
2020年5月7日，中華航空獲得許可，每週2航班往返台北－奧克蘭的直飛貨運航線。
目前雙邊航班來往的城市如下（截至2023年7月17日）：

#### 客運
| 中華民國 | 新西兰（按照都會區人口排列）                                                |
| -------- | --------------------------------------------------------------------------- |
| 臺北     | 奧克蘭（中華航空第五航權中轉布里斯本、紐西蘭航空） 基督城（中華航空季節性） |

#### 貨運
| 中華民國 | 新西兰                 |
| -------- | ---------------------- |
| 臺北     | 基督城（中華航空貨運） |

### 駕車
持有中華民國國際駕駛執照或本國駕駛執照英文譯本，可在紐西蘭駕車，有效期1年，滿1年後必須申請紐西蘭駕駛執照。紐西蘭法律規定，所有駕駛人在開車時必須全程攜帶駕照，並只能駕駛與駕駛人本國駕照所允許之車輛。

## 外部連結
| - 中華民國外交部－紐西蘭簡介 （页面存档备份，存于） - 駐紐西蘭台北經濟文化辦事處（Facebook、Twitter） - 駐奧克蘭台北經濟文化辦事處（Facebook、僑務組） - 外交部領事事務局－國外旅遊警示分級表 - 中華民國衛生福利部－國際旅遊疫情建議等級 - 中華民國國際經濟合作協會 （页面存档备份，存于） - 紐西蘭臺灣商會的Facebook專頁 | - 紐西蘭外交暨貿易部－台灣簡介 - 紐西蘭商工辦事處（Facebook） |